# 插桅杆
插桅杆村為香港沙田區的一條客家村落，在多石與牛皮沙二村之間，村民盡為詹姓。詹氏太公於清朝咸豐二年（公元1852年）從大埔船灣分支而來，至今已傳七代，歷一百三十四年（連由大埔船灣開村起計，前後若共三百年）。該村背山面海，村前為昔日的交通要道圓洲角，村民因經常看到大小帆杆飄揚的景況，故取村名為「插桅杆」村。1948年以前，新界各村仍未有到戶的自來水之設，因「插桅杆」村出外謀生者眾，又念鄉情，於是一起匯錢回村集資裝置水喉，村中各戶均有水喉設於屋內，令該村成為新界各村落中最早有自來水的村落。

昔日該村背山面海，前為「圓洲角」，而當時「圓洲角」有一渡頭，為海上交通要道，故海面上常有許多船隻停泊及來往，詹氏太公於村中向海眺望之時，常見停看大大小小設有帆杆的船隻，遠看就像插滿了桅杆似的，故將該村取名為「插桅杆」村。
昔日村民均以務農為主，其後並有從事建築，由於環境不斷變遷，有不少村民捨農事而往海外謀生，尤以較年輕者，至現在，大部份村民已在外地，村中房屋多租予外姓人；加上「圓洲角」一帶已經填海，不單見不到海，亦無處可插桅杆了。
值得一提的是該村曾作了一次全新界各鄉村之首創。直至1948年，新界各村仍未有到戶的自來水之設，街喉通常只設於一些大街市，各村村民多用山水或井水，當然不及自來水的方便；可能該村出外謀生者眾，又念鄉情，於是一起匯錢回村集資裝置水喉，遂令村中各戶均有水喉設於屋內，成為新界各村落中最早有自來水的。